# Mike Herbert
Mike Herbert, född 30 september 1960 i Belleville, Illinois, är en amerikansk kanotist.
Han tog bland annat VM-silver i K-1 500 meter i samband med sprintvärldsmästerskapen i kanotsport 1990 i Poznań.